# Episodi di Transparent (seconda stagione)
La prima stagione della web serie Transparent, composta da dieci episodi, è stata interamente resa disponibile negli Stati Uniti dal servizio di streaming di Amazon dal 30 novembre all'11 dicembre 2015.
In Italia, la stagione è andata in onda in prima visione sul canale satellitare Sky Atlantic dal 25 maggio al 22 giugno 2016.
| nº | Titolo originale          | Titolo italiano               | Pubblicazione USA | Prima TV Italia |
| -- | ------------------------- | ----------------------------- | ----------------- | --------------- |
| 1  | Kina Hora                 | Kina Hora                     | 30 novembre 2015  | 25 maggio 2016  |
| 2  | Flicky-Flicky Thump-Thump | Flicky Flicky Tamp Tamp       | 11 dicembre 2015  | 25 maggio 2016  |
| 3  | New World Coming          | Un mondo nuovo in arrivo      | 11 dicembre 2015  | 1 giugno 2016   |
| 4  | Cherry Blossoms           | Fiori di ciliegio             | 11 dicembre 2015  | 1 giugno 2016   |
| 5  | Mee-Maw                   | Nonnina                       | 11 dicembre 2015  | 8 giugno 2016   |
| 6  | Bulnerable                | Bulnerabile                   | 11 dicembre 2015  | 8 giugno 2016   |
| 7  | The Book of Life          | Il libro della vita           | 11 dicembre 2015  | 15 giugno 2016  |
| 8  | Oscillate                 | Oscillazioni                  | 11 dicembre 2015  | 15 giugno 2016  |
| 9  | Man on the Land           | Maschio in vista              | 11 dicembre 2015  | 22 giugno 2016  |
| 10 | Grey Green Brown & Copper | Grigio, verde, marrone e rame | 11 dicembre 2015  | 22 giugno 2016  |